# Vykreslovací řetězec
Vykreslovací řetězec (nebo též grafický řetězec) je pojem z oblasti počítačové grafiky, kterým označujeme sekvenci procesů, jejichž aplikací na data popisující scénu získáme dvourozměrný obraz této scény. O vlastní provedení těchto procesů se stará grafický procesor (GPU), který je součástí grafické karty počítače. Získaný obraz lze následně zobrazit vhodným výstupním zařízením — např. monitorem.
Konkrétní podoba a chování vykreslovacího řetězce jsou dány některým ze standardů pro 3D grafiku. Mezi nejvýznamnější standardy v této oblasti patří OpenGL a Direct3D (součást DirectX).
Podoba vykreslovacího řetězce se stále vyvíjí aby vyhověla potřebám a trendům současné počítačové grafiky. Největší změnou byl přechod od fixního vykreslovacího řetězce k řetězci programovatelnému.

## Stupně vykreslovacího řetězce
Jednotlivé stupně jsou popsány ve specifikacích OpenGL a řetězce Direct3D.

## Fixní (statický) řetězec
V době, kdy se objevila první a druhá generace GPU bylo chování každého stupně vykreslovacího řetězce pevně dané. Tento přístup byl z hlediska způsobu vykreslovaní scény velmi málo flexibilní a tvorba grafických efektů byla omezená a poměrně složitá (ke tvorbě efektů se využívaly např. techniky nanášení více textur nebo alpha-blending).

## Programovatelný řetězec
S příchodem karet založených na GPU GeForce 3 (NVIDIA) a Radeon 8500 (ATI) se objevila možnost řídit chování jednotlivých stupňů řetězce programem — tzv. shaderem. Délka tohoto programu byla však pevně dána a jeho tvorba probíhala v nižším programovacím jazyce podobném jazyku symbolických instrukcí. Vyšší programovací jazyky určené pro psaní shaderů se objevily s nástup karet GeForce FX a Radeon 9700 a umožňovaly vytváření složitých shaderů velkého rozsahu (délka shaderu nebyla pevně daná).